# Discographie de Kristinia DeBarge
Discographie de Kristinia DeBarge, une chanteuse américaine née en 1990.

## Albums studio
| Année | Album                                                 | Classements | Classements            | Classements | Ventes & certification                                                                   |
| Année | Album                                                 | US          | US Top Internet Albums | CAN         | Ventes & certification                                                                   |
| ----- | ----------------------------------------------------- | ----------- | ---------------------- | ----------- | ---------------------------------------------------------------------------------------- |
| 2009  | Exposed - 1er album studio - Sortie : 28 juillet 2009 | 23          | 32                     | 67          | - Ventes États-Unis : 500 000+ - Ventes Monde : 650 000+ - Certification États-Unis : Or |

### Singles
| Année | Single      | Classement des ventes | Classement des ventes | Classement des ventes | Classement des ventes | Classement des ventes | Classement des ventes | Classement des ventes | Classement des ventes | Ventes et téléchargement | Album   |
| Année | Single      | FR                    | FR TL                 | É-U                   | É-U TL                | R-U                   | AUS                   | SUE                   | CAN                   | Ventes et téléchargement | Album   |
| ----- | ----------- | --------------------- | --------------------- | --------------------- | --------------------- | --------------------- | --------------------- | --------------------- | --------------------- | ------------------------ | ------- |
| 2009  | Goodbye     | —                     | —                     | 15                    | 10                    | —                     | 41                    | 26                    | 15                    | 1 539 500                | Exposed |
| 2009  | Sabotage    | —                     | —                     | —                     | —                     | —                     | —                     | —                     | —                     | —                        | Exposed |
| 2009  | Future Love | —                     | —                     | 125                   | 90                    | —                     | —                     | —                     | —                     | 250 000                  | Exposed |